# Mangrovekakukk
A mangrovekakukk (Coccyzus minor) a madarak osztályának kakukkalakúak (Cuculiformes) rendjébe, ezen belül a kakukkfélék (Cuculidae) családjába tartozó faj.

## Előfordulása
Florida, Mexikó, az Amerikai Virgin-szigetek, Anguilla, Antigua és Barbuda, Aruba, a Bahama-szigetek, Barbados, a Brit Virgin-szigetek,   Dominikai Közösség, Dominikai Köztársaság, Haiti, Jamaica, a Kajmán-szigetek, Kuba, Grenada, Guadeloupe, Martinique, Montserrat, Puerto Rico, Saba, Saint Kitts és Nevis, Saint Lucia, Saint Vincent és a Grenadine-szigetek, Sint Eustatius, Sint Maarten, Trinidad és Tobago, a Turks- és Caicos-szigetek, Belize, Costa Rica, Guatemala, Honduras, Nicaragua, Panama, Salvador, Brazília, Kolumbia, Francia Guyana, Guyana, Suriname és Venezuela területén honos.

## Külső hivatkozás
- Képek az interneten a fajról
- Ibc.lynxeds.com - videók a fajról
- Xeno-canto.org - a faj hangja és elterjedési területe